# Coquitlam
För andra betydelser, se Coquitlam (olika betydelser).
Coquitlam är en ort i Kanada.   Den ligger i provinsen British Columbia, i den södra delen av landet, 3 500 km väster om huvudstaden Ottawa. Coquitlam ligger 39 meter över havet och antalet invånare är 126 840.
Terrängen runt Coquitlam är varierad.Runt Coquitlam är det tätbefolkat, med 356 invånare per kvadratkilometer.. Närmaste större samhälle är Burnaby, 12,5 km väster om Coquitlam.
Runt Coquitlam är det i huvudsak tätbebyggt.